# Anton Alexandrescu
Anton Alexandrescu (n. 2 mai 1905, Laloșu, județul Vâlcea – d. 23 noiembrie 1984, București) a fost un om politic, membru al Partidului Național Țărănesc (PNȚ) și funcționar financiar-bancar. A fost liderul unei aripe trădătoare a PNȚ care a pactizat cu comuniștii, mai precis Partidul Național Țărănesc - Anton Alexandrescu (PNȚ-AA) care a candidat în cadrul așa-zisului Bloc al Partidelor Democrate (BPD) la alegerile din 1946.

## Biografie
A urmat școala primară în comuna natală, apoi Liceul Frații Buzești din Craiova (1917-1925).
Licențiat în științe economice (promoția 1930; secția Comerț. Bancă. Asigurări), a profesat la BNR și la Institutul Național de Cooperație. Membru PNȚ, s-a remarcat în timpul celui de-al Doilea Război Mondial prin atitudinea sa antigermană, fiind internat în lagărul de la Târgu-Jiu (1942).
La data de 23 februarie 1945, împreună cu un număr de țărăniști, a produs o sciziune în cadrul filialelor din Ilfov și București ale Partidului Național Țărănist, punând bazele unei noi grupări, PNȚ-Anton Alexandrescu, care a aderat la Frontul Național Democrat, grupare aflată sub controlul PCR. Partidul a editat un oficios numit Dreptatea Nouă, în condițiile în care oficiosul PNȚ se numea Dreptatea. La 23 ianuarie 1948 gruparea sa politică a fuzionat cu Frontul Plugarilor, la recomandarea autorităților comuniste.
Anton Alexandrescu a fost Ministru al Cooperației (6 martie 1945 - noiembrie 1946) în primul guvern Petru Groza, rector al Institutului de Științe Economice și Planificare (1949-1951) și primul decan al Facultății de Finanțe; deputat de Vâlcea și membru în Prezidiul Marii Adunări Naționale (1948), ca răsplată pentru compromisul încheiat cu noii lideri politici ai României. Calitățile de economist, dar și dorința comuniștilor de a marginaliza activitatea politică a unui fiu de "chiabur" au determinat încadrarea sa la Banca de Stat (1953-1954) și Banca Agricolă (1954-1956). În 1956 este numit președinte al Consiliului Provizoriu Central al Cooperativelor (1956-1961).
După mai multe acuzații la adresa prestației sale politice și profesionale, a primit, în 1963, cu bunăvoința lui Gheorghe Gheorghiu-Dej, un post de funcționar la ADAS (Administrația Asigurărilor de Stat), unde a lucrat până la pensionare.

## Distincții
- Ordinul „23 August” clasa a III-a (12 august 1959) „pentru merite deosebite în opera de construire a socialismului”[3]
- Medalia „40 de ani de la înființarea Partidului Comunist din Romînia” (6 mai 1961) „pentru activitate îndelungată în mișcarea muncitorească și merite în opera de construire a socialismului”[4]
- titlul de Erou al Muncii Socialiste și medalia de aur „Secera și ciocanul” (4 mai 1971) „cu prilejul aniversării a 50 de ani de la constituirea Partidului Comunist Român, [...] pentru activitate îndelungată în mișcarea muncitorească și merite deosebite în opera de construire a socialismului în patria noastră”[5]
- Ordinul „23 August” clasa I (21 august 1979) „pentru contribuția deosebită adusă la înfăptuirea politicii Partidului Comunist Român de făurire a societății socialiste multilateral dezvoltate în patria noastră, cu prilejul celei de-a 35-a aniversări a revoluției de eliberare socială și națională, antifascistă și antiimperialistă”[6]